# キレ・マルコスキ
キレ・マルコスキ（マケドニア語: Кире Маркоски、1995年5月20日 - ）は、北マケドニア・オフリド出身のサッカー選手。北マケドニア代表。ポジションはMF。

## クラブ歴
オフリドに生まれ、FKラボトニツキの下部組織に在籍した。2012年にトップチームに昇格した。2015年8月6日にUEFAヨーロッパリーグ 2015-16 予選のトラブゾンスポル戦で112分に得点し、欧州の大会で初得点を記録、3次予選進出に大きく貢献した。

## 代表歴
2014年6月18日に行われた中華人民共和国代表戦で代表初出場。2017年11月11日に行われたノルウェー代表戦で代表初得点。

## 個人成績
代表での得点一覧
| #  | 日附           | 場所                          | 対戦相手   | 得点 | 結果 | 大会     |
| -- | -------------- | ----------------------------- | ---------- | ---- | ---- | -------- |
| 1. | 2017年11月11日 | スコピエ・ピリッポス2世アレナ | ノルウェー | 2–0  | 2–0  | 親善試合 |